# SN 2004H
SN 2004H – supernowa typu Ia odkryta 17 stycznia 2004 roku w galaktyce IC 708. W momencie odkrycia miała maksymalną jasność 17,60m.